# 橋本圭三郎

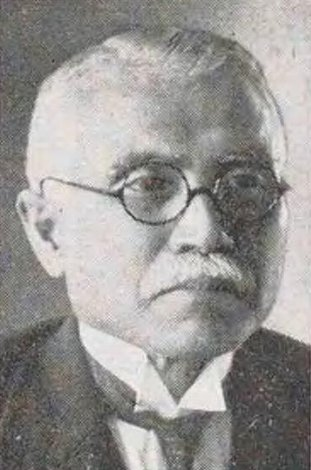
橋本圭三郎

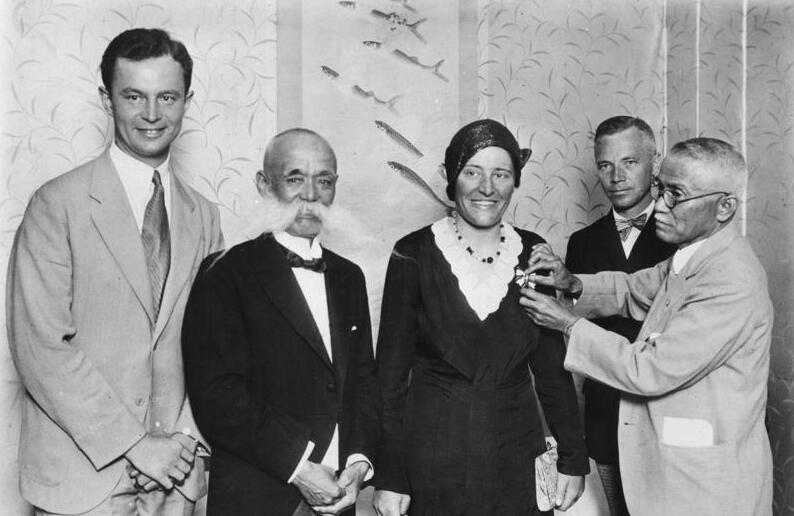
1931年、ドイツの女性飛行士マルガ・フォン・エッツドルフの叙勲に立ち会う長岡外史（左から2人目）。右が橋本圭三郎、左はハッソー・フォン・エッツドルフ

橋本 圭三郎（はしもと けいざぶろう、1865年11月11日（慶応元年9月23日） - 1959年（昭和34年）2月14日）は、日本の官僚・実業家。貴族院議員。新潟県長岡市千手町出身。

## 人物
長岡藩士・橋本弥十郎の長男として生まれる。1884年（明治17年）に長岡学校を卒業、育英団体である長岡社の支援を受けて上京、大学予備門へ進学。1890年（明治23年）、東京帝国大学を卒業して法制局に入り、1893年に枢密院書記官となる。
その後、大蔵省へ移り、欧米出張を経て1905年（明治38年）に横浜税関長、1907年（明治40年）に主計局長、1911年（明治41年）には大蔵次官となる。さらに、1912年（明治42年）12月5日に貴族院議員に勅選され、1946年（昭和21年）まで努めた。1913年には農商務次官に就任した。
1916年（大正5年）、山田又七に代わって宝田石油の社長に就任すると、日本の石油業界の国際競争力を高めるため、ライバルであった日本石油との合併を画策する。1921年（大正10年）、日本石油の内藤久寛を社長に据え、宝田の橋本が副社長となることで、この大合併は成就した。橋本は1926年（大正15年）から1944年（昭和19年）まで社長を務める。
1926年（大正15年）6月7日には北樺太石油の取締役に就任。また、同年8月16日には、北樺太鉱業の取締役に就任。さらに、この年、内藤の引退に伴い、日本石油の第二代社長に就任（1944年まで在任）。
この間、1931年（昭和6年）に設立された帝国飛行協会の会長梨本宮のもとで副会長となり、日本に飛来した米国人飛行家のリンドバーグ夫妻の滞在を取り仕切った。1934年（昭和9年）には満州石油会社法て設立された大連の満州石油の理事長となり、1939年（昭和14年）には東亜燃料工業を設立し初代会長となった。
1941年（昭和16年）には帝国石油株式会社の総裁となった。また、1945年（昭和20年）から1948年（昭和23年）まで、社団法人燃料協会の会長を務めた。
1946年（昭和21年）5月28日、貴族院議員を辞職。公職追放となる（1951年解除）。
1959年（昭和34年）の死後、勲一等瑞宝章を受章した。墓所は青山霊園。

## 著述
- 橋本圭三郎『液体燃料問題解決の第二歩として液体燃料局創設の必要を力説す』1935年。
- 橋本圭三郎『我が回顧録』石油文化社、1958年。

## 栄典
位階
- 1899年（明治32年）12月20日 - 正六位[7]
- 1913年（大正2年）1月30日 - 正四位[8]

勲章等
- 1911年（明治44年）8月24日 - 金杯一組[9]
- 1940年（昭和15年）11月10日 - 紀元二千六百年祝典記念章[10]

外国勲章佩用允許
- 1914年（大正3年）4月7日 - イタリア王国：王冠第一等勲章[11]

## 親族
- 長女：ミチ（裏松友光夫人）[12]
- 二女：正子（山口哲次郎夫人）[12]
- 四女：梅子（樺山丑二夫人[注釈 2]